# Leichtathletik-Länderkämpfe mit bundesdeutscher Beteiligung 1956
| Leichtathletik-Länderkämpfe mit bundesdeutscher Beteiligung 1956 | Leichtathletik-Länderkämpfe mit bundesdeutscher Beteiligung 1956 | Leichtathletik-Länderkämpfe mit bundesdeutscher Beteiligung 1956 | Leichtathletik-Länderkämpfe mit bundesdeutscher Beteiligung 1956 |
| ---------------------------------------------------------------- | ---------------------------------------------------------------- | ---------------------------------------------------------------- | ---------------------------------------------------------------- |
|                                                                  |                                                                  |                                                                  |                                                                  |
| 1. Länderkampf, 1956, Straß'lauf (Männer): AUT – GER – SUI       |                                                                  |                                                                  |                                                                  |
| Wien 3. Juni 1956                                                | Wien 3. Juni 1956                                                | 1. GER 2. SUI 3. AUT                                             | 5:05:41 h 5:10:19 h 5:19:43 h                                    |
| 2. Länderkampf 1956, Geher (M): DNK – GER                        |                                                                  |                                                                  |                                                                  |
| Odense 24. Juni 1956                                             | Odense 24. Juni 1956                                             | 1. GER 2. DNK                                                    | 24 P 20 P                                                        |
| 3. Länderkampf 1956, Männer: GER – LUX                           |                                                                  |                                                                  |                                                                  |
| Luxemburg (Stadt) 1. Juli 1956                                   | Luxemburg (Stadt) 1. Juli 1956                                   | 1. GER 2. LUX                                                    | 101 P 64 P                                                       |
| 4. Länderkampf 1956, Männer: GER – NLD                           |                                                                  |                                                                  |                                                                  |
| Duisburg 1. Juli 1956                                            | Duisburg 1. Juli 1956                                            | 1. GER 2. NLD                                                    | 191 P 115 P                                                      |
| 5. Länderkampf 1956, Frauen: GER – NLD                           |                                                                  |                                                                  |                                                                  |
| Duisburg 1. Juli 1956                                            | Duisburg 1. Juli 1956                                            | 1. GER 2. NLD                                                    | 63 P 40 P                                                        |
| 6. Länderkampf 1956, Männer: GER – DNK                           |                                                                  |                                                                  |                                                                  |
| Kassel 25./26. August 1956                                       | Kassel 25./26. August 1956                                       | 1. GER 2. DNK                                                    | 129 P 81 P                                                       |
| 7. Länderkampf 1956, Männer: GER – SUI                           |                                                                  |                                                                  |                                                                  |
| Karlsruhe 25./26. August 1956                                    | Karlsruhe 25./26. August 1956                                    | 1. GER 2. SUI                                                    | 135 P 84 P                                                       |
| 8. Länderkampf 1956, Männer: FRA – GER                           |                                                                  |                                                                  |                                                                  |
| Paris 1./2. September 1956                                       | Paris 1./2. September 1956                                       | 1. GER 2. FRA                                                    | 118 P 94 P                                                       |
| 9. Länderkampf 1956, Geher (M): SUI – GER                        |                                                                  |                                                                  |                                                                  |
| Lausanne 8./9. September 1956                                    | Lausanne 8./9. September 1956                                    | 1. SUI 2. GER                                                    | 30 P 14 P                                                        |
| 10. Länderkampf 1956, Männer: GER – FIN                          |                                                                  |                                                                  |                                                                  |
| Hamburg 22./23. September 1956                                   | Hamburg 22./23. September 1956                                   | 1. GER 2. FIN                                                    | 231,5 P 229,5 P                                                  |
| 11. Länderkampf 1956, Frauen: GER – CSK                          |                                                                  |                                                                  |                                                                  |
| Nürnberg 7. Oktober 1956                                         | Nürnberg 7. Oktober 1956                                         | 1. GER 2. CSK                                                    | 61 P 44 P                                                        |
| 12. Länderkampf 1956, Männer: GER – SWE                          |                                                                  |                                                                  |                                                                  |
| Köln 13./14. Oktober 1956                                        | Köln 13./14. Oktober 1956                                        | 1. GER 2. SWE                                                    | 115 P 97 P                                                       |
| 13. Länderkampf 1956. Männer: CSK – GER                          |                                                                  |                                                                  |                                                                  |
| Prag 20./21. Oktober 1956                                        | Prag 20./21. Oktober 1956                                        | 1. GER 2. CSK                                                    | 110 P 102 P                                                      |
| 14. Länderkampf 1956. Frauen: ITA – GER                          |                                                                  |                                                                  |                                                                  |
| Bologna 21. Oktober 1956                                         | Bologna 21. Oktober 1956                                         | 1. GER 2. ITA                                                    | 56 P 39 P                                                        |
| Chronik                                                          |                                                                  |                                                                  |                                                                  |
| ← Länderkämpfe 1955                                              | ← Länderkämpfe 1955                                              | Länderkämpfe 1957 →                                              | Länderkämpfe 1957 →                                              |

Im Jahr 1956 wurden vierzehn Leichtathletikländerkämpfe mit bundesdeutscher Beteiligung ausgetragen. Das war einer weniger als im Vorjahr. Die Anzahl lag damit im Bereich der vergangenen Jahre, die Höchstzahl von Länderbegegnungen seit dem Beginn dieser Veranstaltungen im Jahr 1921 blieb bei fünfzehn.
Aufgeführt sind hier die Länderkämpfe bundesdeutscher Leichtathleten. Die Sportler der DDR führten nach der deutschen Teilung im Jahr 1949 eigene Veranstaltungen durch.
Auch in diesem Jahr blieben nur wenige Vergleiche den Frauen vorbehalten. Mit drei Begegnungen gab es allerdings eine mehr als im Vorjahr. Mehr als drei Frauen-Länderkämpfe in der Leichtathletik hatte es auch vorher nicht gegeben. Von den elf Begegnungen der Männer wurden wieder zwei im Bereich Gehen und eine dritte ebenfalls wieder im Bereich Straßenlauf durchgeführt. Die restlichen acht Aufeinandertreffen der Männern fanden wie gewohnt in Form von Veranstaltungen mit einer Mischung allgemeiner leichtathletischer Disziplinen statt.

## Besonderheiten
Wie bereits in einigen früheren Jahren gab es auch diesmal Wochenenden, an denen die bundesdeutschen Sportler an unterschiedlichen Orten Länderkämpfe gegen mehrere Gegner gleichzeitig austrugen, sodass sie verschiedene Teams zusammenstellen mussten. In dieser Saison gelang es den bundesdeutschen Athleten wieder, alle diese Treffen siegreich zu gestalten. Nur im Vorjahr hatte man bei solchen Aufeinandertreffen auch Niederlagen einstecken müssen.

Das erste dieser Wochenenden war der 1. Juli. In Luxemburg (Stadt) traten die Männer mit einem B-Team gegen Luxemburg an. Gleichzeitig fand in Duisburg am 1. Juli ein Länderkampf mit den Niederlanden statt, zu dem die bundesdeutschen Leichtathleten sich mit einem A-Team stellten. Außerdem starteten am 1. Juli die Frauen zu einem parallelen Wettkampf gegen die Niederlande, der ebenfalls in Duisburg ausgetragen wurde.

Ein zweiter Termin für gleichzeitige Begegnungen war der 25./26. August, als Aufeinandertreffen mit Dänemark in Kassel, und mit der Schweiz in Karlsruhe durchgeführt wurden.
Noch spät in der Saison des Jahres 1956 wurden Länderkämpfe ausgetragen. Im Oktober fanden insgesamt vier Vergleiche statt. Am 7. Oktober gab es das Aufeinandertreffen der Frauen mit der Tschechoslowakei in Nürnberg, am 13./14. Oktober die Begegnung der Männer mit Schweden in Köln. Am 20./21. Oktober traten die Männer in Prag ebenfalls gegen die Tschechoslowakei an und zuletzt stellten sich die Frauen am 21. Oktober in Bologna den Leichtathletinnen aus Italien.
Noch später in dieser Saison fanden im November die Olympischen Spiele im australischen Melbourne statt. Für alle Sportler war es eine große Herausforderung, zu diesem ungewohnten Termin die Höchstform anzubieten. Die Rhythmisierung stellte 1956 ein Problem dar. So sind die zahlreichen Länderkämpfe zu einem späten Zeitpunkt auch auf diesem Hintergrund zu sehen. In Melbourne gab es wie bei den Spielen 1952 keine Goldmedaille für die deutschen Leichtathleten. Für Deutschland startete ein gemeinsames Team mit bundesdeutschen Athleten und Sportlern aus der DDR, das fünf Silber- und zwei Bronzemedaillen erkämpfte.

## Bilanz
Nachdem in der Saison 1955 vier Länderkämpfe mit bundesdeutschen Niederlagen geendet hatten, war dies im Jahr 1956 nur einmal der Fall. Der nicht siegreich beendete Vergleich bestand in einer Begegnung, die auf einen bestimmten leichtathletischen Bereich beschränkt war. Verloren ging das Aufeinandertreffen der Geher am 8./9. September in Lausanne gegen die Schweiz.
Die Männer hatten damit am Ende der Saison in ihren seit dem ersten Länderkampf 1921 insgesamt 123 Vergleichen 104 Siege erzielt und neunzehn Niederlagen erlitten. Nur gegen die USA hatte Deutschland weiterhin noch keinen Erfolg vorzuweisen und war diesem Gegner beim einzigen Vergleich im Jahr 1938 unterlegen. Alle weiteren Bilanzen mit anderen Nationen außer Schweden und Großbritannien (jeweils negativ) waren positiv und außer gegen die Schweiz hatte es in diesem Jahr keine weitere Niederlage gegeben.
Die Frauen hatten mit ihrer Jahresbilanz in dieser Saison seit dem ersten Frauenländerkampf 1928 in 31 Aufeinandertreffen jetzt insgesamt 26 Siege errungen und fünf Niederlagen einstecken müssen. Verloren hatten sie je zweimal gegen England und gegen Großbritannien sowie einmal gegen das Britische Empire. Siege hatte es gegeben gegen England, Japan, Italien, Österreich, Jugoslawien, die Niederlande, die Schweiz und Polen. Eine negative Bilanz hatten Deutschlands Leichtathletinnen somit nur gegen England, Großbritannien und das Britische Empire.
In der Gesamtsumme aller Länderkämpfe mit deutscher Beteiligung hatten Deutschlands Leichtathleten von 154 Vergleichen 130 gewonnen und 24 verloren. Vier der Niederlagen stammten dabei aus zweiten Plätzen in Begegnungen mit mehr als zwei Nationen: zwei aus den von Schweden siegreich gestalteten allgemeinen Vergleichen, eine aus dem von den Niederlanden gewonnenen Straßenlaufwettkampf in der Saison 1951 und eine aus einem im Vorjahr von der Schweiz siegreich gestalteten Straßenlauf-Vergleich.

## Wertungsmodus
Die Regeln zur Punktevergabe in den Einzeldisziplinen wurden genauso wie im Vorjahr in nun allen Länderkämpfen unter zwei Nationen nach dem üblichen Wertungssystem angewendet, das heißt: Pl. 1: 5 P, Pl. 2: 3 P, …, Pl. 4: 1 P. In weiteren Begegnungen mussten aufgrund anderer Rahmenbedingungen – mehr als zwei Teilnehmer je Nation in der Wertung oder mehr als ein Gegnerland – andere Regeln zur Punktevergabe zur Anwendung kommen. In den Staffeln wurden die Punkte in den verschiedenen Aufeinandertreffen in unterschiedlicher Form vergeben, hier gab es wie vier unterschiedliche Ansätze zur Verteilung der Punkte: (1) fünf zu drei / (2) fünf zu zwei / (3) sieben zu vier / (4) sieben zu drei / (5) drei zu eins.

## Straßenlauf-Länderkampf der Männer gegen Österreich und die Schweiz
Der erste Länderkampf der neuen Saison 1956 bestand in einem Vergleich im Straßenlauf. Wie 1955 traten die Schweiz und Österreich als Gegner an. Die Begegnung wurde am 3. Juni in der österreichischen Hauptstadt Wien mit einem Rennen über dreißig Kilometer ausgetragen. In die Wertung kamen die jeweils drei besten Läufer von vier Startern je Nation. Das Resultat ergab sich durch Addition der durch die gewerteten Athleten erzielten Zeiten. Nach der Niederlage des Vorjahres lagen nun wieder die bundesdeutschen Männer vorn. Mit gut dreieinhalb Minuten Rückstand kamen die Österreicher erstmals auf den zweiten Platz. Etwas mehr als neuneinhalb Minuten dahinter belegte die 1955 siegreiche Schweiz den dritten Rang.

## Geher-Länderkampf der Männer gegen Dänemark
Zwei Wochen nach dem Straßenlauf-Vergleich fand die zweite Länderbegegnung des Jahres statt. Am 24. Juni trugen Deutschland und Dänemark in Odense ihren insgesamt vierten Geher-Länderkampf aus. Die drei vorangegangenen Aufeinandertreffen hatten Deutschlands Geher jeweils für sich entschieden. Die Regeln waren dieselben wie beim letzten Mal. Von vier Startern je Land in den beiden Wettbewerben kamen die jeweils besten drei in die Wertung. Der erste Rang brachte sieben Punkte, der zweite fünf, der dritte vier usw. Der sechste Platz wurde noch mit einem Punkt belohnt. Auf dem Programm standen wieder zwei Wettbewerbe. Die kürzere Distanz betrug diesmal jedoch zwanzig und nicht wie zuvor zehn Kilometer. Außerdem hatten die Geher fünfzig Kilometer zu bewältigen. Die Bundesrepublik Deutschland gewann den Länderkampf diesmal knapper mit 24 zu zwanzig Punkten.

## Länderkampf der Männer gegen Luxemburg
Das erste Wochenende mit mehreren gleichzeitig stattfindenden Länderkämpfen war der 1. Juli. Hier kam es zum dritten Ländervergleich der Saison 1956. Es war der erste Länderkampf mit dem allgemeinen leichtathletischen Programm. Die bundesdeutschen Männer trafen mit einer B-Mannschaft in Luxemburg (Stadt) zum siebten Mal auf Luxemburg. Diese Begegnung hatte sich fast schon zu einer Tradition entwickelt. In jedem Jahr seit Wiederaufnahme des Länderkampfbetriebs mit bundesdeutscher Beteiligung nach dem Zweiten Weltkrieg im Jahr 1951 hatte sie stattgefunden. Alle vorangegangenen Aufeinandertreffen hatten Deutschlands Sportler für sich entschieden. Die Bundesrepublik Deutschland gewann auch diesmal wieder deutlich mit 101 zu 64 Punkten.

## Länderkampf der Männer gegen die Niederlande
Der vierte Vergleich des Jahres war gleichzeitig der zweite parallel stattfindende Länderkampf des Wochenendes. Am 1. Juli. traten die Männer in Duisburg gegen die Niederlande an. Für die bundesdeutschen Athleten war es das fünfte Aufeinandertreffen mit den Niederländern in einem Wettkampf mit dem allgemeinen leichtathletischen Programm. Die vier vorangegangenen Begegnungen hatte Deutschland gewonnen. Außerdem hatte es 1951 einen Straßenlauf gegeben, in dem sich die Niederländer durchgesetzt hatten. Wie schon in den Treffen zuvor wurde die Begegnung mit jeweils drei Athleten pro Disziplin durchgeführt. In der Endabrechnung lag Deutschland mit 191 zu 115 Punkten klar vorn.

## Länderkampf der Frauen gegen Niederlande
Im fünften Vergleich der Saison waren nun auch die Frauen beteiligt. Gleichzeitig mit den Männern trugen sie am 1. Juli wie die Männer in Duisburg ihren eigenen Länderkampf ebenfalls mit den Niederlanden aus, ihren bereits achten mit diesen Gegnerinnen. Am Ende setzte sich die Bundesrepublik Deutschland zum achten Mal durch und gewann diesmal sehr knapp mit 63 zu 59 Punkten.

## Länderkampf der Männer gegen Dänemark
Den Länderkampf Nummer sechs gestalteten die bundesdeutschen Männer in Kassel gegen Dänemark. Es war das zweite Wochenende mit zwei gleichzeitig stattfindenden Begegnungen, an dem dieses sechste Aufeinandertreffen mit Dänemark in einem Wettkampf mit dem allgemeinen leichtathletischen Programm stattfand. Austragungsort am 25./26. August war die Stadt Kassel. Auch gegen die Dänen hatte Deutschland alle vorangegangenen Aufeinandertreffen für sich entschieden. Eine erste Begegnung der beiden Nationen in dieser Saison hatte es am 24. Juni im dänischen Odense gegeben, wo die Geher einen Vergleich ausgetragen hatten. Gleichzeitig absolvierten die bundesdeutschen Männer auch noch ihren Länderkampf gegen die Schweiz in Karlsruhe. Hier in Kassel siegte Deutschland wieder sehr viel deutlicher als im Vorjahr mit 129 zu 81 Punkten.

## Länderkampf der Männer gegen die Schweiz
Im siebten Vergleich des Jahres kam es wieder zum traditionellen alljährlichen Treffen der deutschen Männer mit der Schweiz. Wegen des gleichzeitig am selben Wochenende ausgetragenen Vergleichs gegen Dänemark musste sich das bundesdeutsche Team auf zwei Länderkämpfe aufteilen, was jedoch diesmal wieder gut gelang. Am 25./26. August in Karlsruhe gab es nach der ersten Niederlage gegen die Schweiz im Vorjahr mit 135 zu 84 Punkten wieder einen bundesdeutlichen Sieg.

## Länderkampf der Männer gegen Frankreich
Den achten Vergleich der Saison 1956 bestritten die Männer am 1./2. September gegen Frankreich. Gastgeber war die französische Hauptstadt Paris. Für die Männer war es das bereits sechzehnte Aufeinandertreffen mit diesem Gegner. Wie alle vorangegangenen Begegnungen gewann Deutschland auch in diesem Jahr und lag mit 118 zu 94 Punkten in der Gesamtabrechnung vorn.

## Geher-Länderkampf der Männer gegen die Schweiz
Der neunte Vergleich bestand wieder in einem Wettkampf der Geher. Gegner am 8./9. September war die Schweiz. Das Aufeinandertreffen wurde in der Schweizer Stadt Lausanne ausgetragen. Wie im Geher-Länderkampf gegen Dänemark am 24. Juni in Odense standen mit dem Gehen über zwanzig und fünfzig Kilometer zwei Wettbewerbe auf dem Programm, die hier in Lausanne jedoch auf zwei Tage verteilt stattfanden. Wieder ließen sich die starken Schweizer Geher den Sieg nicht nehmen und gewannen klar mir dreißig zu vierzehn Punkten. Damit brachten sie die bundesdeutschen Leichtathleten die einzige Niederlage im Länderkampfjahr 1956 bei.

## Länderkampf der Männer gegen Finnland
Im zehnten Vergleich des Jahres trafen Deutschlands Leichtathleten zum insgesamt fünften Mal auf Finnland. Am 22./23. September wurde die Begegnung in Hamburg ausgetragen. Die vorangegangenen Aufeinandertreffen mit Finnland waren immer sehr knapp ausgegangen, dreimal für Deutschland und einmal für Finnland. Auch hier in Hamburg ging es wieder äußerst eng zu, am Ende siegte die Bundesrepublik Deutschland mit 231,5 zu 229,5 Punkten.

## Länderkampf der Frauen gegen die Tschechoslowakei
Im elften Vergleich des Jahres waren endlich auch wieder die Frauen an der Reihe. Am 7. Oktober trafen sie mit der Tschechoslowakei auf einen neuen Gegner, gegen den es zuvor noch keinen Frauen-Länderkampf gegeben hatte. Ausgetragen wurde die Begegnung in Nürnberg. Die bundesdeutschen Leichtathletinnen gewannen am Ende mit 61 zu 44 Punkten.

## Länderkampf der Männer gegen Schweden
Auch im zwölften Vergleich des Jahres trafen die bundesdeutschen Leichtathleten wieder auf einen Gegner, gegen den es in den vorangegangenen sieben Begegnungen in einer Veranstaltung mit dem kompletten leichtathletischen Programm immer sehr eng zugegangen war. Schon spät in der Saison, am 13./14. Oktober, traten die bundesdeutschen Männer in Köln gegen Schweden an. Dies war eines der wenigen Länder, gegen die Deutschland immer noch eine negative Bilanz aufzuweisen hatte. Drei Siegen standen vier Niederlagen gegenüber. Wie im Vorjahr beendete die Bundesrepublik das Aufeinandertreffen siegreich, diesmal mit 115 zu 97 Punkten. Damit war die Bilanz gegen Schweden ausgeglichen.

## Länderkampf der Männer gegen die Tschechoslowakei
Der dreizehnte Vergleich des Jahres führte die die bundesdeutschen Männer in die tschechoslowakische Hauptstadt Prag. Dort traten sie am 20./21. Oktober wie auch die Frauen am 7. Oktober in Köln nun gegen die Tschechoslowakei an. Für die Männer war dies allerdings kein Premierengegner, zwei Aufeinandertreffen hatte es vorher gegeben, die Deutschland beide für sich entschieden hatte. Auch in Prag kam die Bundesrepublik Deutschland zu einem Sieg, der mit 110 zu 102 Punkten allerdings knapp ausfiel.

## Länderkampf der Frauen gegen Italien
Den vierzehnten und letzten Vergleich der diesjährigen Saison trugen die Frauen am 21. Oktober in Bologna aus. Dort trafen sie auf die Leichtathletinnen aus Italien, mit denen es fünf vorangegangene Aufeinandertreffen gegeben hatte, die allesamt an Deutschland gegangen waren. Auch hier in Bologna setzten sich die bundesdeutschen Sportlerinnen wieder durch und gewannen mit 56 zu 39 Punkten.